# Bundesstraße 110
De Bundesstraße 110 (ook wel B110) is een bundesstraße in de Duitse deelstaat Mecklenburg-Voor-Pommeren.
De B110 begint bij Garz bij de Poolse grens en loopt langs de steden Anklam en Demmin naar Rostock. De B110 is ongeveer 161 kilometer lang.

## Routebeschrijving
De B110 begint bij de stad Rostock op de afrit Rostock-Süd van de A19. Dan loopt de B110 door Sanitz en passeert de toerit waar de A20. De B110 kruist bij afrit Tessin de A20 en loopt verder door Gnoien, Dargun, Demmin waar ze samenloopt met de B194  en Jarmen. Bij de afrit Jarmen kruist ze de A20 en loopt door Görke waar de B199 aansluit. De B110 loopt via Anklam waar ze bij afrit Anklam op de B109 aansluit. Samen  lopen ze naar afrit Ziehten waar de B109 weer afbuigt. De B110 loopt daarna over het  eiland Usedom langs Garz naar de Poolse grens, waar ze overgaat in de DK93 naar Świnoujście.
```

```

B1 · B2 · B4 · B5 · B75 · B76 · B77 · B87 · B96 · B96a · B96b · B97 · B101 · B102 · B103 · B104 · B105 · B106 · B107 · B108 · B109 · B110 · B111 · B112 · B112n · B113 · B115 · B122 · B156 · B158 · B166 · B167 · B168 · B169 · B179 · B182 · B183 · B187 · B188 · B189 · B190n · B191 · B192 · B193 · B194 · B195 · B196 · B197 · B198 · B199 · B200 · B201 · B202 · B203 · B204 · B205 · B206 · B207 · B208 · B209 · B246 · B320 · B321 · B404 · B430 · B431 · B432 · B434 · B435 · B495 · B501 · B502 · B503